# Кровотечение
Кровотече́ние — истечение крови из кровеносной системы. В зависимости от того, какая часть кровеносной системы повреждена, может быть артериальным, венозным или капиллярным. Исходя из того, куда вытекает кровь, может быть также наружным или внутренним. Значительная потеря крови может привести к гиповолемическому шоку. Неконтролируемая потеря приводит к смерти от кровопотери.
При повреждении кровеносного сосуда, кровотечение может продолжаться, пока сосуд остаётся открытым и давление изнутри кровеносного сосуда превышает давление на выходе из него. Обычно (при небольших травмах) кровотечение останавливается после закрытия раны свернувшейся кровью.
Капиллярное — кровь истекает из раны медленной струей, не угрожает жизни человека.
Венозное — при таком кровотечении кровь возникает при повреждении стенок вен. Из раны такого типа медленно непрерывно вытекает кровь тёмного цвета, поскольку в сосудах вен давление выше, чем вне организма.
Артериальное — вид наиболее опасного кровотечения. Угрожает жизни организма человека. Признак — лужа крови вокруг пострадавшего: из раны пульсирующей струёй течёт кровь ярко-алого цвета.
Для неспециалиста критерий цвета крови малоинформативен.
При остановке артериального кровотечения в ходе реанимационных мероприятий соблюдают некоторые правила:
1. Кровоостанавливающий жгут накладывают выше места поражённого участка только после того, как на него будет наложена чистая марлевая повязка.
2. Записка с указанием времени нанесения жгута — обязательна. Необходимо всё время контролировать пульс на ране: его быть не должно.
3. Если окраска поражённого участка пострадавшего становится синей, первичный жгут снимают на несколько секунд. Далее снова накладывают жгут.

Примерами наружного кровотечения являются метроррагия (маточное), мелена (кишечное), внутреннего — гемоперикард, гемоторакс, гемоперитонеум, гемартроз (соответственно в полость сердечной сорочки, в полость плевры, в брюшную и суставную полости).
Гиповолемия — это значительное уменьшение объёма крови. Как правило, здоровый человек может перенести потерю 10-15 % общего объёма крови без серьёзных медицинских затруднений (для сравнения, донорство крови обычно занимает 8-10 % объёма донорской крови). Остановка или контроль кровотечения называется гемостазом и является важной частью как первой помощи, так и медицинской операции.